# Осада Афин и Пирея
Осада Афин и Пирея — осада римскими войсками под командованием Суллы греческих городов Афин и Пирея, перешедших на сторону Понта (87–86 до н. э.).
Захватив Азию, Митридат VI Евпатор решил присоединить к своим владениям и Грецию, обладать которой мечтали Ахемениды. Через Фракию и Македонию продвигалась армия под командованием Ариарата. Флот Архелая контролировал черноморские проливы, Киклады и Эвбею, а союзниками царя были Афины и многие греческие города. К 87 году ему удалось подчинить Аттику, Беотию, Македонию, Пелопоннес и Южную Фракию, а сам он превратился в правителя огромной державы, которая охватывала большую часть эллинистического мира Восточного Средиземноморья.

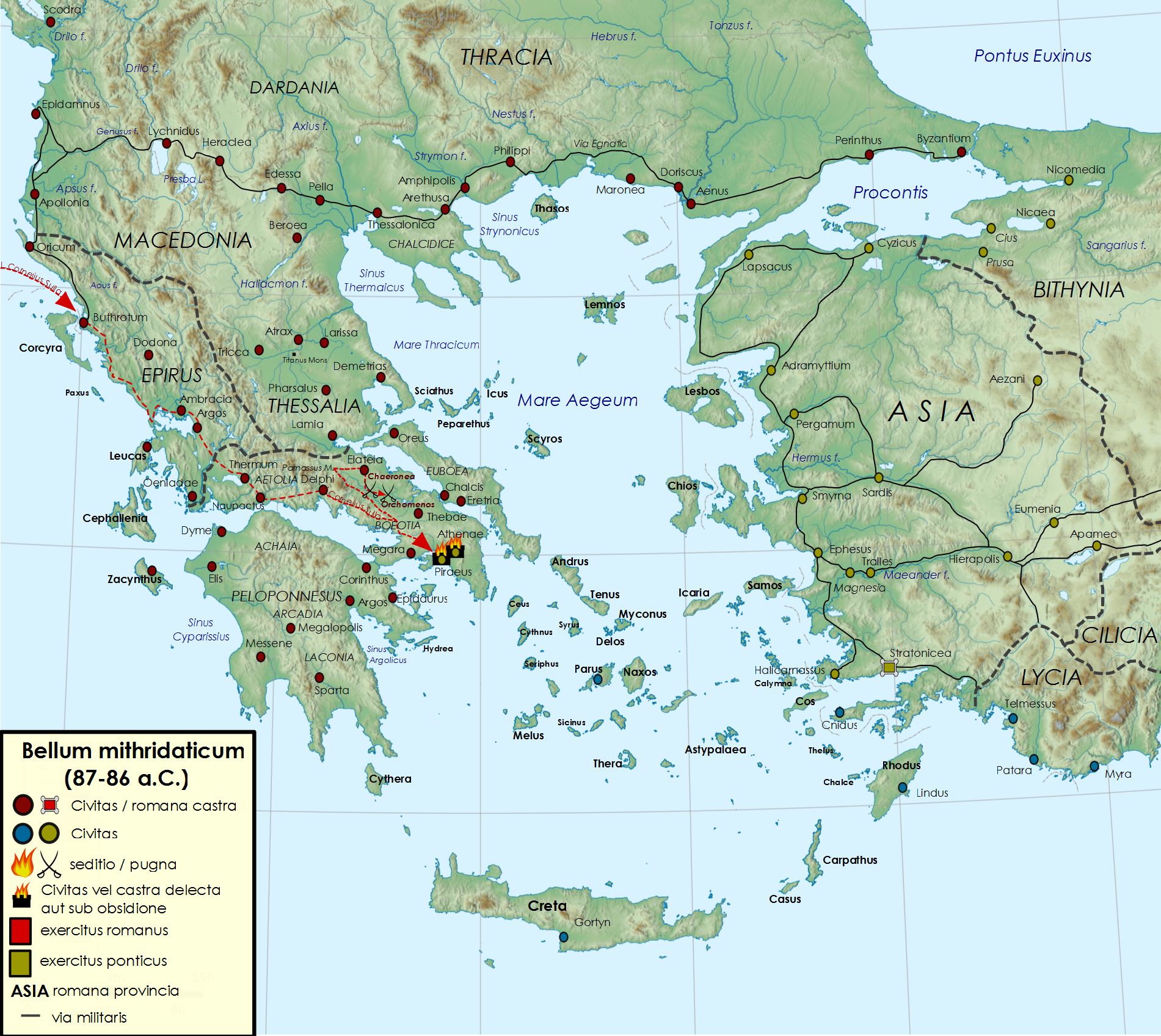
Военные действия в 87—86 году до н. э.

Осенью 88 до н. э. в Афины возвратился их посланник в Понте — Аристион, бывший предводителем антиримский партии. В знак особого расположения, Евпатор подарил ему перстень со своим резным портретом. Аристион созвал народное собрание, на котором было решено заключить союз с Понтийским царством, и был выбран стратегом.
Эти новости вызвали ожесточение среди богатых колонистов и римских граждан, проживавших на острове Делос. Они отказались признавать власть Аристиона, и тот попросил Митридата о военной помощи, и в 87 году до н. э. в Грецию отплыл двухтысячный отряд под командованием Архелая и Митрофана. Вожди римской партии Медий, Каллифонт и Филон Ларисский бежали, их сторонники — казнены или отосланы в Пергам. Делос вместе с казной храма Аполлона Делийского возвращался Афинам.
Но римляне не собирались так просто уступать свои земли. Легат наместника Македонии Бруттий Сура под стенами Димитриады нанёс поражение стратегу Митрофану, до этого успевшему захватить остров Эвбея. После этого римлянин направился в Беотию, но трёхдневное сражение с Архелаем не выявило победителя, после чего он отступил в Македонию. Осенью 87 года на территории Греции высадились пять римских легионов под командованием Суллы, навстречу которому выдвинулось войско под командованием сына Митридата Аркафия. Но царский сын умер во время перехода, и легионеры вторглись в Беотию.
В сражении при Херонее понтийцы были разбиты и после этого укрылись в Афинах. Часть римлян начала осаду города, остальные были направлены на штурм Пирея, но эта атака была отбита. После этого было решено начать долгосрочную осаду, ради успеха которой полководец был готов пойти на всё. Нуждаясь в деньгах для выплаты жалования и дереве для постройки осадных машин, Сулла направил своих людей в соседние храмы:
Кафис прибыл в Дельфы, но не решался прикоснуться к святыням и пролил много слёз, оплакивая при амфиктионах свою участь. И когда кто-то сказал ему, что слышал, как зазвучала находящаяся в храме кифара, Кафис, то ли поверив этому, то ли желая внушить Сулле  страх перед божеством, написал ему об этом. Но Сулла насмешливо ответил, что удивляется Кафису: неужели тот не понимает, что пением выражают веселье, а не гнев, и велел своему посланцу быть смелее и принять вещи, которые бог отдаёт с радостью.

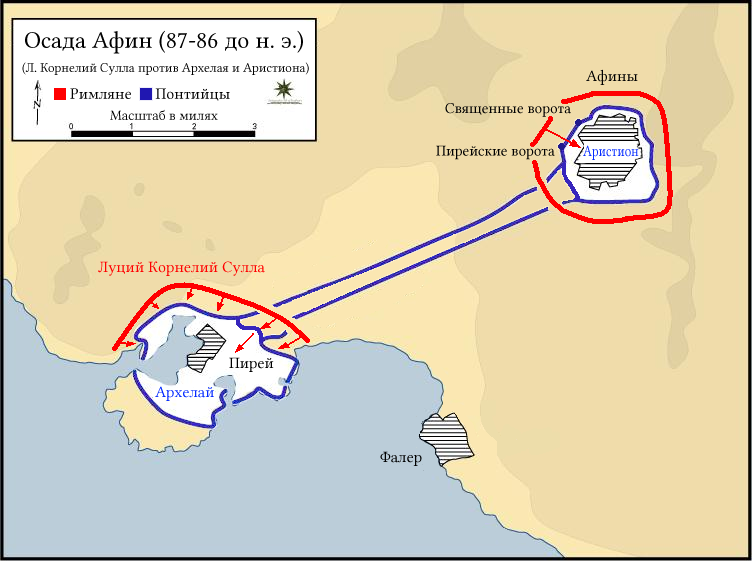
Осада Афин войсками Суллы

Сулла отправил своего помощника Луция Лициния Лукулла к Лагидам, Селевкидам и родосцам. С их помощью он смог собрать флот и начал активную борьбу в Эгейском море с понтийцами, благодаря чему Афины лишились доступа к морю. В городе начался сильный голод, а попытки Архелая прорвать блокаду окончились неудачей. Аристион отправил к Сулле послов, которые решили облегчить участь города рассказами из его истории, связанные с Тесеем, Эвмолпом и Персидскими войнами. В ответ полководец сказал им: Идите-ка отсюда, милейшие, и все свои россказни прихватите с собой: римляне ведь послали меня в Афины не учиться, а усмирять изменников.
Римляне начали ночной штурм и 1 марта вступили в город. Началась полномасштабная резня, а Аристион бежал в акрополь, где продержался несколько дней. Сулла распорядился казнить всех официальных лиц Афин и Аристиона, после чего вывез 40 фунтов золота и 600 фунтов серебра. После взятия города полководец направил силы на штурм Пирея. В течение нескольких дней в ходе кровопролитных боёв римляне заняли большую часть порта, и Архелай с оставшимися войсками отплыл в Беотию, а потом в Фессалию. Взятие Афин обошлось Риму в 15 000—20 000 человек.